# Black Hornet Nano
A Black Hornet Nano egy katonai mikro pilóta nélküli repülőgép (UAV) amelyet a norvég Prox Dynamics AS fejlesztett ki, és amelyet Norvégia, az Egyesült Államok, Franciaország, az Egyesült Királyság, Németország, Ausztrália, Hollandia, Lengyelország, Új-Zéland, India, Törökország, Dél-Afrika és Algéria fegyveres erői használnak.
A drónok körülbelül 16 × 2,5 cm (6 × 1 in) méretűek, és helyi helyzetfelismerést biztosítanak a földön tartózkodó csapatoknak. Elég kicsik ahhoz, hogy egy kézben elférjenek, súlyuk pedig 18 g (0,7 oz), elemekkel együtt.
Az UAV kamerával van felszerelve, amely videót és állóképeket kínál a kezelőnek. Ezeket a Marlborough Communications Ltd.-vel kötött 20 millió GBP értékű szerződés részeként fejlesztették ki 160 egységre.
Egy kezelő 20 perc alatt betanítható a Black Hornet kezelésére. Három kamerával rendelkezik; az egyik előre néz, egy egyenesen lefelé, a másik pedig 45 fokban lefelé mutat. A Black Hornet csomag két helikoptert tartalmaz, és mivel a 90%-os töltöttséget 20-25 perc alatt érik el, megegyezik a lebegési idejével, amikor az egyiket fel kell tölteni, a másik készen áll a repülésre. A végsebesség 21 km/h (13 mph).
2014 októberében a Prox Dynamics bemutatta a PD-100 Black Hornet éjjellátó képességgel rendelkező változatát, hosszúhullámú infravörös és nappali videoérzékelőkkel, amelyek 1,6 km-es (1 mérföld) hatótávolságon digitális adatkapcsolaton keresztül képesek videót vagy nagy felbontású állóképeket továbbítani. 2014-ig több mint 3000 Black Hornetet szállítottak le.

## Működési múltja

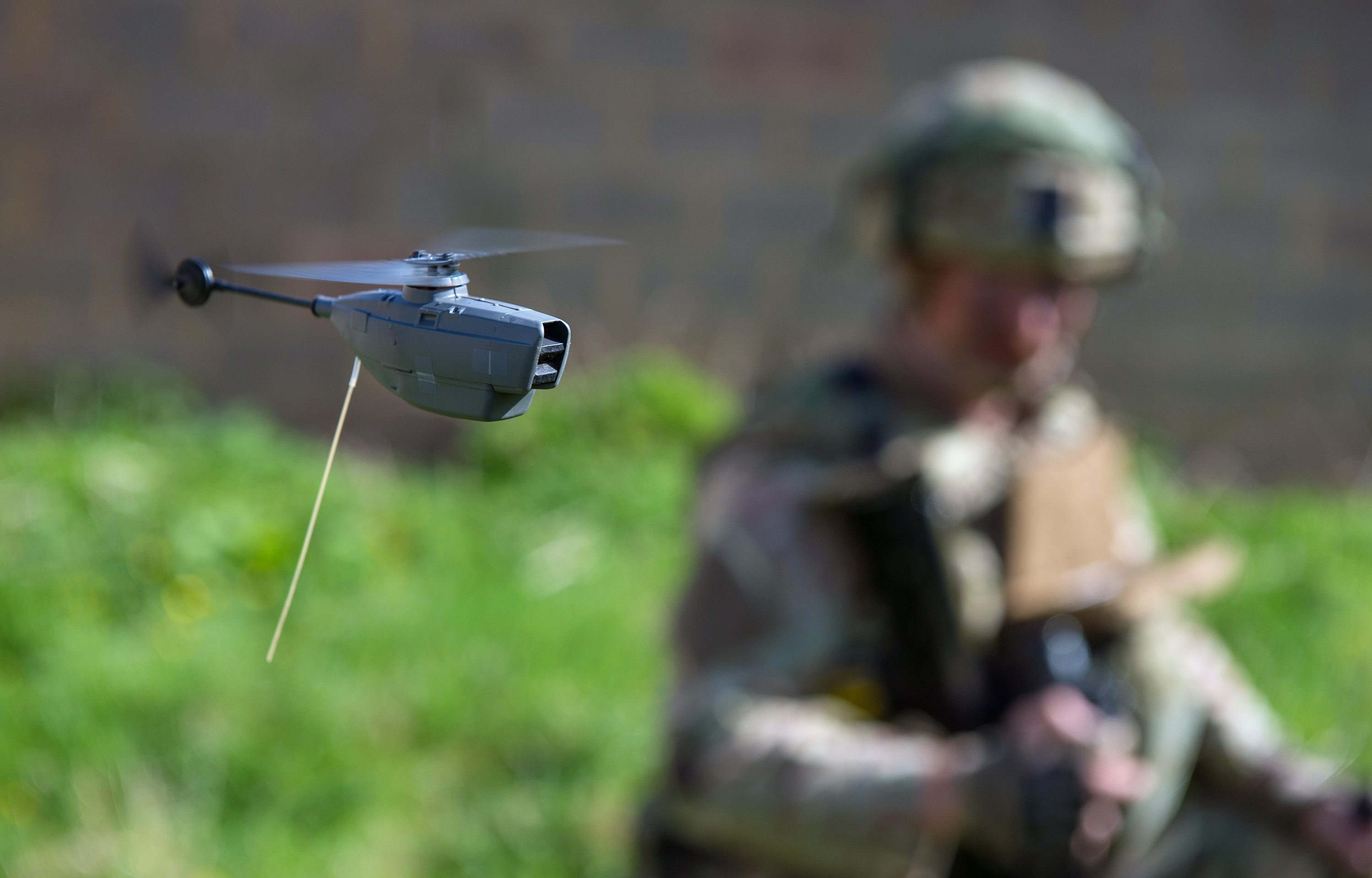
Repülés közben az antennáját mutatja

A repülőgépet az Egyesült Királyság Brigád Felderítő Erőjének katonái használták az afganisztáni Camp Bastionban. Az afganisztáni Herrick hadművelet személyzete a frontvonalból bevetette a Black Hornetet, hogy az ellenséges területre repüljön, hogy videót és állóképeket készítsen, mielőtt visszatért volna a kezelőhöz. A szolgálatból 2016/2017-ben vonták ki.
Úgy tervezték, hogy beleolvadjon az afganisztáni sáros szürke falak közé, és 20 percig képes repülni csendes villanymotorral. A sarkok, a falak mögül és egyéb akadályok áttekintésére használták, hogy azonosítsák a rejtett veszélyeket és ellenséges pozíciókat. A Black Hornet digitális adatkapcsolattal és GPS-szel csatlakozik a kezelőhöz. A képek egy kis kézi terminálon jelennek meg, amelyet a kezelő az UAV vezérlésére használhat.
A Black Hornet egy kis dobozból repül ki, ami egy segédszíjra köthető, ami az átvitt adatokat is tárolja, hiszen maga a drón semmilyen adatot nem tárol, mely előnyt jelent abban az esetben, ha elkapják az ellenséges erők. Az üzemeltetők irányíthatják az UAV-t, vagy útpontokat állíthatnak be, hogy maga repüljön.
2013. október 25-én a brit hadseregben 324 Hornet Nano állt szolgálatban.
2014 júliusában az Egyesült Államok Hadseregének Natick Katona Kutató, Fejlesztő és Mérnöki Központja (NSRDEC) kiválasztotta a PD-100 Black Hornetet, miután megvizsgálta a kereskedelmi forgalomban kapható kisméretű UAV-kat a Cargo Pocket Intelligence, Surveillance és Reconnaissance (CP-ISR) program részeként. Arra a következtetésre jutott, hogy az Egyesült Államok hadseregének szerepéhez további finomításokra van szükség, beleértve az adatkapcsolat újrakonfigurálását, az éjszakai látás biztosítását és a navigációs képesség javítását. A Black Hornetet amerikai csapatokkal tesztelték egy 2015. március eleji eseményen, a Prox Dynamics pedig továbbfejlesztett funkciókkal ellátott PD-100-at szállított a különleges erők teszteléséhez 2015 júniusában.
2015-re a Black Hornet az amerikai tengerészgyalogság különleges műveleti csapataival vonult be. Bár a hadsereg a Soldier Borne Sensors (SBS) programon keresztül egyéni osztagok általi használatra keres mini-drónt, az egyedileg kézzel készített Black Hornet túl drágának tűnik a nagyszabású bevetéshez, egy egység ára akár 195 000 USD-t is elérhet.

## Felhasználók
2016 szeptemberéig a PD-100 Black Hornet 19 NATO-szövetséges ország katonái által volt használatban.
- India: National Security Guard[1]
- Ausztrália: Australian Army[20]
- Németország: German Army[21]
- Görögország: Hellenic Army[forrás?]
- Hollandia: Dutch Army[22]
- Új-Zéland: New Zealand Special Air Service
- Algéria: 104th Operational Maneuvers Regiment[23]
- Indonézia: Indonesian Army[24]
- Norvégia: Norwegian Armed Forces[25]
- Egyesült Királyság: British Army,[10] nyugdíjba vonult 2016-ban a Herrick hadművelet után.[26] 2019 áprilisában a Védelmi Felszerelési és Támogatási Programon keresztül újra bevezették a kutatás és fejlesztés terén a brit hadsereg főhadiszállása által a dandárszintű pilóta nélküli felderítéshez szükséges képességbeli hiányosságba.[27]
- Egyesült Államok: United States Marine Corps[7]
- Egyesült Államok: Lee County Sheriff’s Office[28]
- Egyesült Államok: United States Army Cavalry Scouts
- Franciaország: French Armed Forces (beleértve a Special Operations Command (France)|Special Operations Command)[29]
- Spanyolország: Spanish Armed Forces[1]
- Dél-afrikai Köztársaság: South African Police Service[30]
- Törökország: Turkish Land Forces, Special Forces Command (Turkey) & Gendarmerie General Command[31][32][33]
- Ukrajna: Armed Forces of Ukraine[34]